# GHP Holding
Die GHP Holding GmbH, entstanden aus den drei Unternehmen Günther-Druck, Hansa Werbung und Pflüger Kuvert, ist eine internationale Unternehmensgruppe mit Sitz in Bamberg, welche sich auf Marketingdienstleistungen für Unternehmen spezialisiert hat. Sie produziert Postwurfsendungen und elektronische Karten wie die Kundenkarte Payback, erstellt und betreibt Kundendatenbanken für Unternehmen und wertet Werbemaßnahmen für diese aus. Die aus etwa zwanzig Teilunternehmen bestehende Gruppe mit einem Umsatz von knapp 200 Millionen Euro bei etwas mehr als 3.000 Beschäftigten im Jahr 2006 ist in die drei Geschäftsbereiche „Mail“, „Cards“ und „Service“ gegliedert und hat neben neun weiteren Standorten in Deutschland Niederlassungen und Beteiligungen in Tschechien, Ungarn, Frankreich, Russland, Vietnam und Israel. GHP befindet sich seit Ende Juni 2008 vollständig im Besitz der Schweizerischen Post.

## Geschichte
Den Grundstock der heutigen GHP Holding GmbH bildet das 1953 von Manfred Günther gegründete Unternehmen Günther-Druck. Drei Jahre nach der Gründung kaufte Günther-Druck den Briefumschlagproduzenten Pflüger Kuvert auf. Das seit 1988 bestehende auf Postwurfsendungen spezialisierte Unternehmen Hansa Werbung wurde zusammen mit den beiden anderen Gesellschaften 1999 zu GHP mit Sitz in Bamberg fusioniert.
In den Jahren 2000 und 2001 expandierte das Unternehmen über Deutschland hinaus und schuf neue Geschäftsbereiche durch Gründung von Tochterunternehmen und den Kauf weiterer bestehender Unternehmen. Im selben Zeitraum wurde die heutige GHP Holding GmbH als Muttergesellschaft der zahlreichen Tochterunternehmen gegründet. Heute besitzt das Unternehmen neben neun weiteren Standorten in Deutschland Niederlassungen und Unternehmensbeteiligungen in Tschechien, Ungarn, Frankreich, Russland, Vietnam und Israel.
2003 erfolgte eine Neustrukturierung der GHP in die drei Bereiche Mail, Cards und Service und ist seit 2006 Bestandteil des Konzerns der Schweizerischen Post, welche GHP zu zwei Dritteln aufkaufte. Das restliche Drittel der Anteile verblieb zunächst im Besitz des Managements von GHP. Im Juni 2008 übernahm die Schweizerische Post auch noch die restlichen Anteile der GHP, so dass diese seitdem eine 100%ige Tochter ist.
Im Zuge der vollständigen Übernahme löste Carl Michael Nägele aus dem Vorstand der Schweizerischen Post am 1. Oktober 2008 Reinhard Holekamp als Geschäftsführer der GHP Holding GmbH ab.
Des Weiteren wurden im September 2006 Bestechungsvorwürfe gegen die GHP Holding GmbH laut. Nach Ermittlungen der Staatsanwaltschaft Hamburg bestand der Verdacht, dass ein Mitarbeiter der GHP Angestellte der Tochtergesellschaft Bonprix der Otto Group zum Zweck der Auftragsbeschaffung bestochen habe.

## Unternehmensfelder
GHP ist in die drei Geschäftsbereiche „Mail“, „Cards“ und „Service“ gegliedert, welche wiederum insgesamt aus mehr als 20 Tochterunternehmen bestehen. Im Jahr 2006 beschäftigte GHP 3.026 Personen und erreichte einen Umsatz von 194,35 Millionen Euro. Das Unternehmen zielt darauf ab möglichst umfassende Dienstleistungen zu den von ihm in den Bereichen „Mail“ und „Cards“ hergestellten Produkte aus einer Hand anzubieten.
Der Geschäftsbereich „Mail“ umfasst Postwerbedienstleistungen für Geschäftskunden, wie beispielsweise Gestaltung, Druck und Durchführung von Postwurfsendungen, Rechnungen und anderen Kundenanschreiben. Große Kunden im Bereich „Mail“ sind unter anderem die Deutsche Telekom, Reader’s Digest und Quelle. Der Bereich „Cards“ produziert elektronische Karten, wie die BahnCard der Deutschen Bahn, die Kundenkarten Payback und HappyDigits, Bankkarten und diverse Chipkarten.
„Services“ befasst sich mit Dienstleistungen zu den von „Mail“ und „Cards“ durchgeführten und produzierten Aufträgen. So erfasst GHP die Antragsformulare der für die BahnCard und Payback in elektronischen Datenbanken und bietet auf Data-Mining basierende Dienste zu diesen Datenbanken an. Ebenso beinhaltet der Geschäftsbereich „Services“ eigene Callcenter zum Kundenkontakt und Kundenbindung im Auftrag der jeweiligen Geschäftskunden.
Die von den verschiedenen GHP-Bereichen angebotenen Werbeaktivitäten sind Bestandteil des von ihnen umfassend angebotenen sogenannten Dialogmarketings, welches neben anderen Dingen verknüpft mit den bei GHP vorhandenen Datenbanken personenbezogener Daten gezielt auf die Zielperson zugeschnittene Werbung ermöglicht.